# 乾燥花
〈乾燥花〉（日语： dorai furawā */?）是日本創作歌手優里作詞編曲的歌曲，於2020年10月25日作為其第二張單曲，經日本索尼音樂旗下的Ariola Japan數位發行，並且收錄在他2022年初發布的首張專輯《壱》中。

## 背景與詞曲
〈乾燥花〉是繼2020年8月的〈彼得潘〉主流出道後，優里在日本索尼音樂旗下的Ariola Japan下推出的第二張單曲，同時也是他於2019年12月發行的首張原創曲〈捉迷藏〉之續篇歌曲。相對於〈捉迷藏〉描述的是無法忘卻前任回憶的男生，本作以女方的視角為出發，帶出其與男方之間的隔閡和重疊的感情。優里表示，當他再次聽著〈捉迷藏〉時，他為這對他創造出的情侶感到深深的理解與共情，並好奇他們之後的故事會如何，因而決定以推出續篇的方式，將兩人的故事合二為一。這也是他頭一次從女性的角度寫歌，所以將自己的所見所聞寫進歌裡，並摻入他本身自私的一面。
此曲是首總長4分45秒的摇滚谣曲，以G大調創作，速度達每分鐘148拍，由優里一人作詞和編曲。歌名「乾燥花」據優里表示比喻的是結束的愛情，他認為其有種枯萎但又屹立不倒的美感，故以此表達希望愛人「留下來」的心情。

## 宣傳與發行
2020年9月25日，優里在推特上預告他將在10月16日在線上舉行首場個人付費單人演唱會，並在過程中首唱〈乾燥花〉。10月18日中午，短版音樂影片（MV）提前音源於優里的YouTube頻道公布，由同樣執導〈捉迷藏〉的伊莉莎白·宮地監督、木野山悠（木野山ゆう）飾演女主角。25日午夜0時，〈乾燥花〉與〈捉迷藏 - From THE FIRST TAKE〉以數位形式同步發行。
此外，官方還在歌曲發行前後展開了數個宣傳活動，號召粉絲透過iTunes、LINE MUSIC、Spotify等平台收聽歌曲並分享在社群媒體上，獲獎者能得到優里的親筆簽名、貼紙與感謝信等獎品。
10月30日，YouTube頻道THE FIRST TAKE上傳了〈乾燥花〉的特別編曲版，是優里繼〈捉迷藏〉後再次亮相該頻道。2021年2月12日，他登上朝日電視台的音樂節目《Music Station》演唱〈乾燥花〉。
應外國粉絲要求，優里在2022年2月1日推出了歌曲的英文版，8月8日推出中文版MV。

## 商業成績
〈乾燥花〉發行後隨即流傳於日本SNS社群中，成為熱門話題，並在4天內登上包括iTunes搖滾排行榜、AWA實時熱門歌曲榜在內的線上音樂平台排行榜一位，然後在11月初漸次登陸日本公告牌和Oricon公信榜旗下各榜單作品在短影音應用程序TikTok的反響尤為熱烈，在該平台每週公布的熱歌週榜上，〈乾燥花〉於11月16日至11月22日當週取得該榜第七。另外，作品還在11月23日於告示牌新設榜單「JAPAN Heatseekers Songs」取得一位，且在下載歌曲榜、串流歌曲榜和百大單曲榜的名次都急速攀升。發行第六週的11月25日，歌曲已累計達7,721,082串流媒體播放量與3507次的下載量，並攻上百大單曲榜前十。
而在海外方面，歌曲在Apple Music全球榜Top 100 Global Chart上取得第七，為當時日本的最高排名，同時也在新加坡、台灣和香港等亞洲地區的Spotify熱播排行榜上排名靠前。
2021年1月27日，〈乾燥花〉憑藉11,269,281次播放量拿下日本公告牌串流歌曲榜冠軍，同時總播放量也突破一億，而這一成績距離歌曲發行僅用時13週，為優里創下該榜歷史上第三快（男性藝人最快）作品播放量破億的紀錄，僅次於LiSA〈炎〉的7週和防彈少年團〈Dynamite〉的11週。3月底，單曲在串流歌曲榜上突破兩億播放量，並繼續穩居榜首之位，達成十連冠。
此曲是日本公告牌綜合排行榜2021年度上半年和全年的總冠軍，成為繼去年YOASOBI〈向夜晚奔去〉後在未發行實體CD的情況下奪得該榜冠軍的單曲；並且在串流媒體、下載、卡拉OK三項指標中均位列第一，合計三冠王。此外，優里也憑此單曲在Oricon公信榜數位單曲榜和串流媒體榜拿下年度雙冠王，且是前者設立以來史上第一個未獲得週榜冠軍但最終成為年榜冠軍的作品。
2022年2月30日，日本唱片協會宣布〈乾燥花〉因達到五億串媒而授予它鑽石唱片認證，這是該協會自2020年4月開始辦理此項認證以來最快的成績，距離歌曲發行過了492天。

## 評價與獎項
Real Sound的森朋之對歌曲給出推薦，表示優里那力量與細膩兼具的歌聲，以及將歌詞中所蘊藏的場景與情感生動反映出來的表現力，為他贏得了人氣。同一網站的伊藤亞希也對他的歌聲與唱歌技巧讚譽有加，並注意到他演唱時不經意流露出的細微差異，即使只有一段旋律，也能聽得出當中複雜的感情。田中久勝在Yahoo! Japan發文稱優里令人動情的歌聲一入耳便震動情緒、搖曳心頭。他指出哪怕是一首描繪心象風景的歌，聽眾若感到絲毫的違和感也不會買帳，而〈乾燥花〉這首歌的差別在於其將思緒慢慢堆積，傳達出當時的空氣與心的溫度。對於歌曲的命名，他覺得沒有別的詞比「乾燥花」這個詞能更能貼切地表達故事的溫度和音像，形容這是一首以前從未存在過的歌曲。
《日本告示牌》的拓人上田對歌曲主題提出看法，表示用戲劇性的主題編個分手故事可能很容易，但優里在這首歌中使用比較曖昧模糊的表達，乍看之下感覺很矛盾，但也把歌詞的解讀留給每個聽眾，稱主題的重點是「乾燥花」而不是枯萎的花。
《Music Station》在節目35周年紀念活動中評選15首歷年最強情歌，〈乾燥花〉經過全國觀眾票選獲選第五。

### 獎項
- MTV日本音樂錄影帶大獎 最優秀樂曲賞（2021年） [37]
- Space Shower音樂獎 年度歌曲（2022年） [38]
- 2022年JASRAC獎 銅賞

## 改編電視劇
以〈捉迷藏〉和〈乾燥花〉為靈感的一部原創連續劇《乾燥花-七月的房間-》（ドライフラワー -七月の部屋-）於2021年8月上線Hulu，全劇共三集，主角由坂東龍汰和北香那擔當。

## 銷售認證
|                                | 認證（RIAJ） | 銷量/播放次數 |
| ------------------------------ | ------------ | ------------- |
| 下載                           | 雙白金       | 527,000次     |
| 串流媒體                       | 鑽石         | 500,000,000次 |
| *認證所規定之最低銷量/播放次數 |              |               |